# Aeroportul Khuzdar
Aeroportul Khuzdar (IATA: KDD, ICAO: OPKH) este un aeroport din Baluchistan⁠(d), Pakistan.
Situat la o altitudine de 1.223 m, aeroportul dispune de o singură pistă. Este operat de Pakistan Civil Aviation Authority⁠(d).